# ترويكا (استوديو)
ترويكا Inc. (株式会社トロイカ Kabushiki-gaisha Toroika)
هو استوديو رسوم متحركة ياباني، تأسس من قبل المدير إيي أوكي في مايو 2013. الرئيس الحالي هو توشيوكي ناغانو.

## أعمال

### مسلسلات تلفزية
| اسم                                  | قناة العرض الأصلي | تاريخ أول عرض | تاريخ نهاية العرض | ملاحظات                                     |
| ------------------------------------ | ----------------- | ------------- | ----------------- | ------------------------------------------- |
| الجثة المدفونة تحت قدمي ساكوراكو-سان | طوكيو إم إكس      | 7 أكتوبر 2015 | 23 ديسمبر 2015    | مقتبس من رواية شيوري أوتا                   |
| ري:كرياتورز                          | طوكيو إم إكس      | أبريل 8 2017  | 16 سبتمبر 2017    | عمل أصلي                                    |
| ملفات قضايا اللورد إل ميلوي الثاني   | طوكيو إم إكس      | 6 يوليو 2019  | مستمر             | مقتبس من رواية غموض من تأليف ماكوتو سانادا. |

## وصلات خارجية
- الموقع الرسمي
- ترويكا على موقع IMDb (الإنجليزية)
- ترويكا على موقع ANN company (الإنجليزية)